# Andreas Muñoz
Andreas Muñoz Blázquez (Madrid, 4 de abril de 1990) es un actor español.

## Biografía
Nacido el 4 de abril de 1990 en Madrid, siendo el hermano mayor de una saga de actores, Gara Muñoz y Omar Muñoz. Hijo de Luis Mariano Muñoz y María Dolores Blázquez.
A la temprana edad de 9 años comenzó su carrera profesional como actor, debutando en la película El espinazo del diablo, dirigida por Guillermo del Toro. A continuación obtuvo su primer papel protagonista en la serie Dime que me quieres, junto a Imanol Arias y Lydia Bosch. A partir de entonces, el joven actor comenzó una carrera que le llevaría a participar en series españolas de prestigios, así como a trabajar con directores de renombre nacional e internacional. 
Realizó estudios de solfeo durante 4 años y empezó, con 14 años, a tocar la batería y más adelante la guitarra eléctrica y acústica. Unos años antes ya se había iniciado en el estudio de otro instrumento, el piano. Cuenta, además, con un joven grupo de música donde aparte de ser el batería, es a su vez uno de sus cantantes.
Es un gran aficionado a los deportes, donde destaca en fútbol, natación y gimnasia deportiva. Es también asiduo a la práctica de deportes de nieve y mar.
Habla inglés (Título First Certificate in English) y estudia francés.
Andreas realiza estudios superiores en Arte dramático a través de la reconocida escuela RESAD (Real Escuela Superior de Arte Dramático). Compagina, así, sus estudios en formación interpretativa con los proyectos que se le puedan presentar.
Durante el curso 2012-2013 estuvo ampliando sus conocimientos en la prestigiosa escuela Royal Conservatoire of Scotland, después de ser admitido como alumno del Programa Erasmus. En la actualidad y fuera del Programa, finalizas sus estudios de interpretación como alumno del conservatorio.

### Notecortes FilmFest 2008
| Año  | Categoría                                 | Película | Resultado |
| ---- | ----------------------------------------- | -------- | --------- |
| 2008 | Premio Notecortes FilmFest al Mejor Actor | Paredes  | Ganador   |

## Cine
Andreas comenzó en el cine a la temprana edad de 9 años y desde entonces, en el año 2000, ha ido sumando películas a su currículum.

### Personajes Protagonistas
- 2005 Arena en los bolsillos Dir.: Cesar Martínez Herrada. Protagonista.

#### Películas
| Año  | Película                  | Rol          | Director                | Notas |
| ---- | ------------------------- | ------------ | ----------------------- | ----- |
| 2017 | Demonios tus ojos         |              | Pedro Aguilera          |       |
| 2016 | Ignacio de Loyola         | Ignacio      |                         |       |
| 2012 | Yocasta                   |              | Alexa Fontanini         |       |
| 2009 | The Way                   | Hilario      | Emilio Estevez          |       |
| 2008 | NO-DO                     | Gerardo      | Elio Quiroga            |       |
| 2006 | Goal II: Living the Dream | Tito         | Jaume Collet-Serra      |       |
| 2006 | Volando voy               | "El Gavioto" | Miguel Albaladejo       |       |
| 2005 | Arena en los bolsillos    | Iván         | César Martínez Herrada  |       |
| 2004 | Vida y color              | Benito       | Santiago Tabernero      |       |
| 2003 | Horas de luz              |              | Manolo Matji            |       |
| 2003 | Incautos                  |              | Miguel Bardem           |       |
| 2002 | Atraco a las 15:30        |              | Pedro Masó              |       |
| 2001 | El caballero Don Quijote  |              | Manuel Gutiérrez Aragón |       |
| 2001 | Hasta aquí hemos llegado  |              | Yolanda García Serrano  |       |
| 2000 | El espinazo del diablo    |              | Guillermo del Toro      |       |

### Televisión
| Año         | Serie                                  | Canal               | Personaje                 | Notas        |
| ----------- | -------------------------------------- | ------------------- | ------------------------- | ------------ |
| 2001        | Dime que me quieres                    | Antena 3            | David                     | 12 episodios |
| 2001        | Paraíso                                | La 1                | Nando                     | 1 episodio   |
| 2001 - 2002 | Policías, en el corazón de la calle    | Antena 3            | David                     | 8 episodios  |
| 2003        | Código fuego                           | Antena 3            | Chipi                     | 6 episodios  |
| 2003        | Un lugar en el mundo                   | Antena 3            |                           | 1 episodio   |
| 2003 - 2006 | Hospital Central                       | Telecinco           | Guille / Ismael Gutiérrez | 4 episodios  |
| 2004 - 2006 | El comisario                           | Telecinco           | Cristian                  | 2 episodios  |
| 2005        | Ana y los siete                        | La 1                |                           | 1 episodio   |
| 2005        | Al filo de la ley                      | La 1                |                           | 1 episodio   |
| 2005        | Ke no!                                 | Cuatro              |                           | 2 episodios  |
| 2005 - 2012 | Cuéntame cómo pasó                     | La 1                | Borja / Ricky             | 2 episodios  |
| 2006        | Mujeres                                | La 2                |                           | 1 episodio   |
| 2007        | Quart                                  | Antena 3            |                           | 1 episodios  |
| 2008        | Dos de mayo, la libertad de una nación | Telemadrid          | Toñin                     | 22 episodios |
| 2008 - 2010 | Cosas de la vida                       | Disney Channel      | Teo                       | 36 episodios |
| 2010        | La pecera de Eva                       | Telecinco           | Nano                      | 8 episodios  |
| 2010 - 2012 | Los protegidos                         | Antena 3            | Mateo                     | 2 episodios  |
| 2012        | Rescatando a Sara                      | Antena 3            | Carlos                    | 2 episodios  |
| 2016        | Mar de plástico                        | Antena 3            |                           | 3 episodios  |
| 2016        | El padre de Caín                       | Telecinco           |                           | 1 episodio   |
| 2017        | Peaky Blinders                         | BBC Two             | Antonio                   | 1 episodio   |
| 2018        | Girlfriends                            | ITV                 | Policía español           | 1 episodio   |
| 2018        | Genius                                 | National Geographic | Utrillo                   | 1 episodio   |
| 2019        | Hospital Valle Norte                   | La 1                | Rodrigo Narváez           | 9 episodios  |
| 2020        | Gambito de dama                        | Netflix             | Manager                   | 1 episodio   |
| 2021        | The Optimists: A Cuban Affair          | Россия 1            | Che Guevara               | 2 episodios  |
| 2022        | Desaparecidos                          | Prime Video         | Miguel                    | 8 episodios  |
| 2023 2024   | La Promesa                             | La 1                | Jerónimo Gamboa           | ¿? episodios |

### Presentador
- 2011 No sin mis padres Concurso familiar para Boing (Mediaset España). Presentador.

- 2009 My camp Rock Concurso para Disney Channel. Presentador.

- 2008 DC Games Concurso para Disney Channel en EE. UU. Presentador.

## Teatro y otros
- 1999 Medea de Eurípides. Dir.: Michael Cacoyannis. Colaboración.

- 2003 La pájara pinta Documental sobre el centenario de Rafael Alberti. Personaje reparto.

- 2005 Pájaros de Portugal Videoclip de Joaquín Sabina. Protagonista.